# 에바라 지카쓰구
에바라 지카쓰구(일본어: 江原親次, 생년 미상 ~ 1598년)는 아즈치모모야마 시대의 무장이다. 마타지로, 효고노스케란 이름도 있으며, 관위는 종사위 지주(侍従/시종). 아버지는 에바라 사지. 동생은 지카카쓰. 조카 에바라 지카이에는 오사카 전투에 참전한 에바라 다카쓰구와 동일인으로 보지만 명확지 않다.
우키타 가문의 가신으로 우키타 나오이에의 사위이다. 우키타 일족으로 대우받았으며, 우키다(浮田)로 개명한 적도 있다. 덴쇼 8년(1580년) 데라하타 성 전투(寺畑城の戦い)에서 모리 가문의 깃카와 모토하루에 패한다. 혼노지의 변후에는 미마사카국의 사사부키 성을 수비했으며 분로쿠 원년(1592년) 임진왜란, 게이초 2년(1597년) 정유재란 때 다시 조선으로 건너와 종군했지만, 부산에서 병사한다.